# Otto von Bülow
Otto von Bülow (Wilhelmshaven, 1911. október 16. – Hamburg, 2006. január 5.) német tengeralattjáró-kapitány volt a második világháborúban. Tizenöt hajót elsüllyesztett, kettőt megrongált, ezek összesített vízkiszorítása 89 259 brt volt. Egy valójában el sem süllyesztett hajóért megkapta a tölgyfalombokkal ékesített Lovagkeresztet.

## Pályafutása
Otto von Bülow 1930. január 9-én csatlakozott a német haditengerészethez. Pályafutásának első tíz évében a Deutschland és a Schleswig-Holstein csatahajón, valamint több légvédelmi egységen szolgált. 1939. június 1-jén sorhajóhadnaggyá léptették elő. 1940 áprilisában áthelyezték a 21. tengeralattjáró-flottillához, és hét hónappal később átvette az U–3 iskolahajó kapitányi posztját. 1941 augusztusában az U–404 kapitánya lett, első őrjáratára 1942 januárban futott ki Kielből. Hat háborús küldetése volt, ezek során 15 hajót pusztított el, köztük a Brit Királyi Haditengerészet HMS Veteran rombolóját.
1943. április 23-án Bülow négy torpedót lőtt ki az HMS Biter brit kísérő hordozóra, amelyről azt gondolta, hogy a USS Ranger anyahajó. Négy robbanást hallott, és rádión azt jelentette a főhadiszállásnak, hogy valószínűleg elpusztította a USS Rangert. Dönitzék megerősítést kértek, amit Bülow meg is tett, mivel biztos volt a találatban. Ennek köszönhetően, habár valójában egyik torpedója sem talált, megkapta a tölgyfalombokat a Lovagkeresztjéhez. A USS Ranger elsüllyesztését megírta a német sajtó, és Adolf Hitler saját kezűleg tüntette ki a parancsnokot. Az amerikaiak lecsaptak az esetre, és gyávasággal vádolták a német tisztet.
Bülow az őrjárat után más pozícióba került. 1943. június 1-jén korvettkapitánynak nevezték ki, majd szeptembertől megalapította a 23. – kiképző – tengeralattjáró-flottillát Danzigban. 1945 tavaszán kinevezték az U–2545 kapitányának, de őrjáratot nem tett vele. A háború utolsó heteiben az egyes haditengerészeti rohamzászlóaljat irányította. Brit hadifogságba került, ahol három hónapot töltött.

## Összegzés
| Hajója | Parancsnoki szolgálata                | Őrjáratok száma | Őrjáratok hossza (nap) | Eltalált hajók száma | Eltalált hajók vízkiszorítása (brt) |
| ------ | ------------------------------------- | --------------- | ---------------------- | -------------------- | ----------------------------------- |
| U–3    | 1940. november 11. – 1941. július 2.  | 0               | 0                      | 0                    | 0                                   |
| U–404  | 1941. augusztus 6. – 1943. július 19. | 6               | 280                    | 17                   | 89 259                              |
| U–2545 | 1945. március 29. – 1945. április 18. | 0               | 0                      | 0                    | 0                                   |

## Elsüllyesztett hajók
| Búvárhajó | Nap                  | Hajó               | Nemzetisége        | Vízkiszorítása (brt |
| --------- | -------------------- | ------------------ | ------------------ | ------------------- |
| U–404     | 1942. március 5.     | Collamer           | Egyesült Államok   | 5112                |
| U–404     | 1942. március 13.    | Tolten             | Chile              | 1858                |
| U–404     | 1942. március 14.    | Lemuel Burrows     | Egyesült Államok   | 7610                |
| U–404     | 1942. március 17.    | San Demetrio       | Egyesült Királyság | 8073                |
| U–404     | 1942. május 30.      | Alcoa Shipper      | Egyesült Államok   | 5491                |
| U–404     | 1942. június 1.      | West Notus         | Egyesült Államok   | 5492                |
| U–404     | 1942. június 3.      | Anna               | Svédország         | 1345                |
| U–404     | 1942. június 24.     | Ljubica Matkovic   | Jugoszlávia        | 3289                |
| U–404     | 1942. június 25.     | Nordal             | Panama             | 3845                |
| U–404     | 1942. június 25.     | Manuela            | Egyesült Államok   | 4772                |
| U–404     | 1942. június 27.     | Moldanger          | Norvégia           | 6827                |
| U–404     | 1942. szeptember 11. | Marit II*          | Norvégia           | 7417                |
| U–404     | 1942. szeptember 12. | Daghild*           | Norvégia           | 9272                |
| U–404     | 1942. szeptember 26. | HMS Veteran**      | Egyesült Királyság | 1120                |
| U–404     | 1943. március 29.    | Nagara             | Egyesült Királyság | 8791                |
| U–404     | 1943. március 30.    | Empire Bowan       | Egyesült Királyság | 7031                |
| U–404     | 1943. április 12.    | Lancastrian Prince | Egyesült Királyság | 1914                |

* A hajó nem süllyedt el, csak megrongálódott

** Hadihajó

## A háború után
1956 júliusában csatlakozott a szövetségi haditengerészethez. 1960-ban ő vette át Charlestonban a Z–6 rombolót, a korábbi USS Charles Ausburne-t az amerikai haditengerészettől. 1963-ban a harmadik rombolóraj parancsnokának nevezték ki. 1965-től öt éven át a hamburgi laktanya parancsnoka volt. 1970-ben nyugállományba vonult.